# Bahauddin Amili

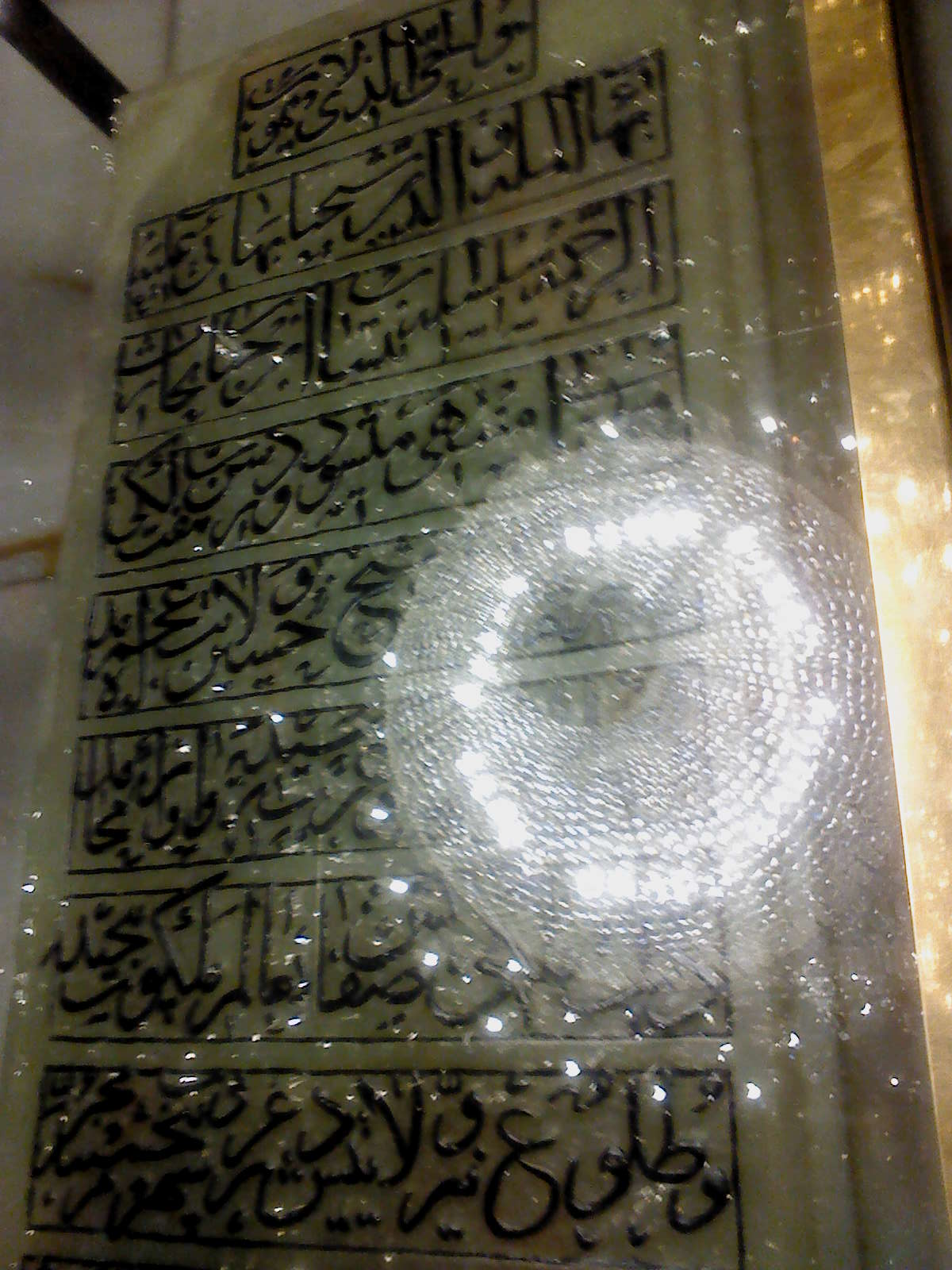
Grab von Scheich Bahai

Scheich Bahauddin Amili oder Scheich Bahaʾi (Amili) (arabisch بهاء الدين العاملي, DMG Bahāʾ ad-Dīn al-ʿĀmilī; * 20. März 1546, Baalbek, Libanon; † 20. August 1622, Persien), genannt Scheich Bahai (arabisch الشيخ البهائي, DMG aš-Šaiḫ al-Bahā’ī bzw. persisch شیخ بهائى, DMG Šaiḫ Bahā’ī), war ein schiitischer Theologe und Jurist (Mullah) sowie Dichter und Sufi im Persien der Safawidenzeit mit umfassenden Kenntnissen in Philosophie, Logik, Sternkunde, Mathematik und Architektur.
Er gilt als einer der Gründer der Schule von Isfahan. In späteren Jahren war er einer der Lehrer von Mulla Sadra. In seiner Abhandlung Anatomie des Himmels stellte Scheich Bahai die Möglichkeit der Rotation der Erde um ihre Achse dar.

## Leben und Werk
Scheich Bahai entstammte einer schiitischen Gelehrtenfamilie. Sein Vater war einer der prominenten Religionsgelehrten (Ulema) der Region Dschabal ʿAmil im heutigen Südlibanon, der ihn im Alter von dreizehn Jahren mit in den Iran nahm, um der religiösen Verfolgung durch die Osmanen zu entgehen. Er studierte zunächst in Qazvin (der damaligen Safawiden-Hauptstadt), anschließend in Jerusalem bei Muhammad al-Maqdisī, dann in Herat (heute Afghanistan) und ließ sich schließlich in Isfahan (Iran) nieder.
Während seiner Pilgerfahrt nach Mekka suchte er viele Gelehrte zwecks Unterweisung auf und bereiste den Irak, Ägypten, den Hedschas und Palästina (Jerusalem), um sein Wissen über Religion und die Wissenschaft zu bereichern.
Er schrieb ungefähr hundert Abhandlungen und Bücher auf Arabisch und Persisch. Amili ist auch Verfasser von literarischen Werken und Gedichten. Viele Schüler wurden von ihm ausgebildet.
Er wurde vom Mullah zum Scheich al-Islam, d. h. höchsten Theologen, am Hof von Schah Abbas I. und zum Oberrichter (Obermullah) des höchsten religiösen Gerichts in der Hauptstadt Isfahan ernannt.
Er schrieb verschiedene Werke über eine Vielzahl von Disziplinen, wie Koranexegese, Hadith, Grammatik, Recht (Fiqh), Mathematik, Astronomie und Dichtung.
Verschiedene Bauwerke zu der Zeit der Safawiden wurden von ihm entworfen, darunter die königliche Moschee und eine angeblich mit nur einer Kerze betriebenen Heizung für ein Badehaus in Isfahan.
Scheich Bahai wurde in Maschhad im Schrein des Imam Reza beigesetzt.

## Mystik
Wie der israelische Gelehrte Etan Kohlberg in seinem Artikel der Encyclopædia Iranica herausgearbeitet hat, war Scheich Bahai auch ein Anhänger der Mystik. Für seine deutliche Sufi-Hinneigung wurde er von Mohammad Baqer Majlesi kritisiert. Während seiner Reisen kleidete er sich wie ein Derwisch und verkehrte häufig in Sufi-Kreisen. Er erscheint auch in der Kette der spirituellen Genealogien der beiden Sufiorden Nurbakhshi und Ne'matollahi. In seiner Abhandlung über die Einheit der Existenz, d. h. des Konzeptes des wahdat al-wudschūd, erklärt er, dass die Sufis die wahren Gläubigen seien, fordert eine unvoreingenommene Bewertung ihrer Äußerungen und bezieht sich auf seine eigenen mystischen Erfahrungen. Seine persische Dichtung ist auch voller mystischer Anspielungen und Symbole. Gleichzeitig ruft Scheich Bahai zur strikten Einhaltung der Scharia als Voraussetzung für den Einstieg in den Tarīqa auf und hält nicht viel von der antinomistischen Mystik.

## Werke

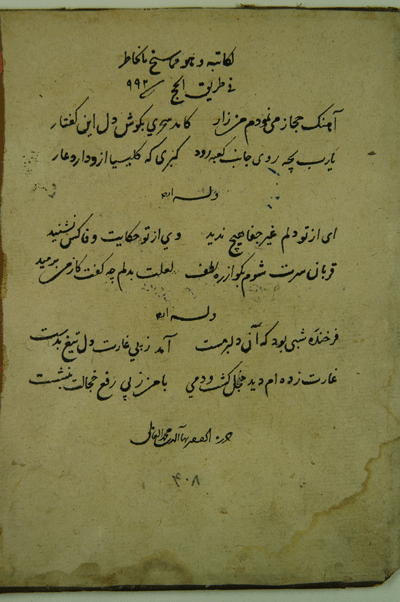
Manuskript von Scheich Bahai

(hurqalya.pwp.blueyonder.co.uk u. a.)
- Abbas-Sammlung: Ein berühmtes Werk zum schiitischen Furūʿ al-fiqh (arabisch فروع الفقه ‚Die Verzweigungen des islamischen Rechts‘) ist sein auf Persisch verfasstes Werk Dschami'-i Abbasi (persisch جامع عباسی, DMG Ǧāmiʿ-i ʿabbāsī, ‚Abbas-Sammlung‘), ein Handbuch aus der Zeit des Safawiden-Schahs Abbas I.  (reg. 1587–1629) für schiitische Scharia-Prinzipien und -Gesetze.[7][8]
- Bettlerschale: Als eines seiner Hauptwerke gilt Kaschkul (persisch کشکول, DMG Kaškūl, ‚Bettlerschale, Almosenschale‘) über Philosophie und Dichtung, eine Sammlung von Geschichten und Gedichten, die sich hauptsächlich auf die Religionsausübung der Sufi-Asketen beziehen.
- Über das Fasten: In seiner von ihm verfassten Abhandlung über das Fasten (arabisch شرح رسالة فى الصوم, DMG Šarḥ risāla fī ṣ-ṣaum) wird verboten, das Fleisch von Nicht-Muslimen (ahl al-kitab) getöteter Tiere zu essen.
- Zu Gebet 43 des Sahifa as-Sadschadiyya: Sein Al-ḥadāʾiq aṣ-ṣāliḥīn fī šarḥ aṣ-ṣaḥīfa as-saǧǧādiyya (arabisch الحدائق الصالحين في شرح الصحيفة السجادية ‚Die Gärten der Tugendhaften in der Darlegung der Seiten der Gottesverehrung‘)[7] ist ein Kommentar zu Gebet Nr. 43 des Sahifa as-Saddschadiyya, einer für die Schiiten bedeutenden Sammlung von Bittgebeten, die dem vierten Imam Ali Zain al-Abidin der Schiiten zugeschrieben wird.[7]
- Brot und Süßigkeiten & Milch und Zucker: Seine sufistischen Masnawī-Dichtungen Brot und Süßigkeiten (persisch نان و حلوا, DMG Nān wa ḥalwā, ‚Brot und Halva‘) sowie Milch und Zucker (persisch شير و شكر, DMG Šīr-u šikar) beschreiben das muslimische religiöse und soziale Leben.
- Anatomie des Himmels: Seine Anatomie des Himmels (arabisch تشريح الاَفلاك, DMG Tašrīḥ al-aflāk) ist eine astronomische Abhandlung in fünf Abschnitten und beschreibt die Theorie der Struktur des Universums. Er stützt darin die Ansicht über die Rotation der Erde auf ihrer Bahn um die Sonne. Das Werk wurde mehrfach kommentiert.
- Summa der Arithmetik: Seine Summa der Arithmetik (arabisch خلاصة الحساب, DMG Ḫulāṣat al-ḥisāb) ist eine als elementares Mathematik-Lehrbuch verfasste Übersicht über die neuen Errungenschaften der arabischen und persischen mathematischen Forschung. Das Werk wurde ins Persische und ins Deutsche übersetzt.[9][10]
- Vierzig-Hadith-Zusammenstellung: Seine Vierzig-Hadith-Zusammenstellung (kurz: arabisch اربعین, DMG Arbaʿīn) ist eine kommentierte Zusammenstellung von vierzig dem Propheten Mohammed zugeschriebenen Überlieferungen.
- Über Divination: Sein Werk Über göttliche Eingebung (Wahrsagekunst) (persisch فالنامه, DMG Fāl-nāme) ist ein zu diesem Thema verfasstes Werk.
- Arabische Grammatik: Sein Werk Al-fawāʾid aṣ-ṣamadiyya (arabisch الفوائد الصمدية ‚Die immerwährenden Vorteile‘, auch „Der immerwährende Nutzen“) ist eine arabische Grammatik.
- Essenz der Grundlagen (der Rechtswissenschaft): Sein Werk Zubdat al-uṣūl (زبدة الأصول ‚Die Auslese der Prinzipien‘) stellt, wie sein Titel besagt, eine Essenz der Grundlagen der Rechtswissenschaft dar.
- Wissenschaft der Hadith-Tradition: Sein auch unter einem anderen Titel bekanntes Werk al-Wadschīza (arabisch الوجيزة, DMG al-waǧīza ‚Der kurze Abriss‘) hat die Wissenschaft der Hadith-Tradition zum Gegenstand.[7]
- Abhandlung über die Einheit der Existenz: In seiner Abhandlung über die Einheit der Existenz (kurz: arabisch رسالة في الوجودية, DMG Risāla fī l-wuǧūdiyya) erklärt er Etan Kohlberg zufolge, dass die Sufis die wahren Gläubigen seien,[6] fordert eine unvoreingenommene Bewertung ihrer Äußerungen[6] und bezieht sich auf seine eigenen mystischen Erfahrungen.[6][11]

## Verschiedenes
Scheich Bahai ist bei Schiiten und Sufis gleichermaßen angesehen. Iranische Historiker betrachten ihn als einen der wichtigsten Vertreter der islamischen Erweckungsbewegung, als einen Mudschaddid („Erneuerer“).
Verschiedene seiner Werke sind Bestandteil des Madrasa-Curriculums der Safawiden und des Dars-i-Nizami-Curriculums.
Die Scheich-Bahai-Universität in Isfahan wurde nach ihm benannt.
Clifford Edmund Bosworth und Devin Stewart haben sich in den 1980er bis 1990er Jahren mit der Erforschung seines Werkes beschäftigt.

## Ausgabe seiner Werke
Das iranische Zentrum der Wiederbelebung islamischer Werke (persisch مركز احياى آثار اسلامى, DMG Markaz-e eḥyā'-ye ās̱ār-e eslāmī) veröffentlicht seit neuerer Zeit ein 30-bändiges Kompendium seiner arabischen und persischen Werke (persisch مجموعهٔ آثار شيخ بهائى, DMG Maǧmu‘e-ye ās̱ār-e Šayḫ Bahā’ī, wörtl. Kompendium der Werke Scheich Bahā’īs), zusammen mit einigen Begleitbänden zum Verfasser und seinen Schriften.